# Paian (hymn)
Paian är en hymn med omkvädet ie'paian till Apollons eller andra gudars ära.
Paian var ursprungligen en besvärjelsesång till fördrivande av onda andar, särskilt sjukdomsdemoner, invigande av fiender åt underjordens makter, en av den forngrekiska körlyriken äldsta former.